# زيد مطيع دماج
زيد مطيع دماج (1943 – 2000 م) كاتب وروائي وسياسي يمني، من أشهر كُتاب القصة والرواية في اليمن. من أهم أعماله رواية الرهينة، التي تم أختيارها كواحدة من أفضل 100 رواية عربية في القرن العشرين. وطبعت بالعربية 6 مرات كما تُرجمت إلى الفرنسية، والإنجليزية،  وكذلك الألمانية والهندية والروسية والصربية.
توفي في 20 مارس 2000م في مستشفى ميدلسكس في لندن.

## السيرة الذاتية
ولد زيد مطيع دمّاج عام 1943م، في عزلة النقيلين، ناحية السياني، لواء إب - اليمن. في 14 مايو 1944م فر والده الشيخ المناضل مطيع بن عبد الله دماج من سجن «الشبكة» في تعز إلى عدن وبدأ يكتب مقالاته الشهيرة في صحيفة «فتاة الجزيرة» ضد نظام حكم الإمام يحيى وبنيه وأسس مع رفاقه فيما بعد «حزب الأحرار». تلقى تعليمه الأولي في المعلامة «الكتّاب» مع أقرانه في القرية فحفظ القرآن الكريم وبعد ذلك تولى والده عملية تعليمه وتثقيفه من مكتبته الخاصة التي عاد بها من عدن فقرأ كتب الأدب والتاريخ والسياسة وكان من أهمها «روايات الإسلام» لجرجي زيدان.

## تعليمه
ألتحق بالمدرسة الأحمدية في تعز وحصل فيها على الشهادة الابتدائية سنة 1957م. وحصل على شهادة الاعدادية في مدينة «بني سويف» في مصر 1958م، والشهادة الثانوية من مدرسة «المقاصد» بطنطا عام 1963م.التحق بكلية الحقوق بجامعة القاهرة سنة 1964م لكنه تركها بعد سنتين والتحق بكلية الآداب، قسم صحافة، بعد أن برز توجهه الأدبي. ولكنه لم يكمل الدراسة فيها وعاد إلى اليمن، وتم انتخابه عضواً في «مجلس الشورى» أول برلمان يمني منتخب سنة 1970م عن ناحية السياني وكان رئيساً للجنة الاقتراحات والعرائض وتقصي المظالم.

## المناصب التي تقلدها
- في يناير 1976م عين محافظاً للواء المحويت، ومن ثم عضواً في «مجلس الشعب» لفترتين متتاليتين منذ عام 1979م، في 1980 عين وزيراً مفوضاً وقائماً بالأعمال في دولة الكويت، وفي عام 1982م أنتخب عضواً في اللجنة الدائمة للمؤتمر الشعبي العام ومقرراً للجنة السياسية فيه. عين مستشاراً لوزير الخارجية ثم وزيراً مفوضاً في بريطانيا عام 1997م. وهو عضو مجلس السلم العالمي، وعضو اتحاد الأدباء والكتاب اليمنيين، واتحاد الأدباء والكتاب العرب، واتحاد كتاب آسيا وأفريقيا.

## صــــدر له
1. طاهش الحوبان – مجموعة قصصية صدرت عام 1973م (الطبعة الثانية 1979م)، (الطبعة الثالثة 1980م).[5]
2. العقرب – مجموعة قصصية صدرت عن دار العودة، عام 1982م.[6]
3. الرهينة – رواية صدرت الطبعة الأولى عام 1984م عن دار الآداب في بيروت، وصدرت لها 5 طبعات أخرى، وترجمت لعدة لغات.[7]
4. الجسر – مجموعة قصصية صدرت عام 1986م.
5. أحزان البنت مياسة – مجموعة قصصية صدرت عام 1990م.
6. الأنبهار والدهشة – رياض الريس للكتب والنشر كتاب سردي من الذاكرة صدر عام 2000م.[8]
7. المدفع الأصفر – مجموعة قصصية صدرت في 1986 عن الهيئة العامة للكتاب - صنعاء.[9]
8. المدرسة الأحمدية – رواية (تحت الطبع).

إلى جانب عدد كبير من المقالات السياسية والاجتماعية التي نشرت في الصحف والمجلات المحلية والعربية وتدرس معظم أعماله الإبداعية في المدارس والجامعات.

## وصلات خارجية
- الموقع الرسمي